# Ludwigsbrücke (Wurtzbourg)
Le Ludwigsbrücke, aussi connu sous le nom de Löwenbrücke à cause des quatre statues de lion sur les deux allées, est l'un des sept ponts sur le Main de Wurtzbourg.

## Géographie
Le Ludwigsbrücke se situe à 253,06 km de la source du Main, au sud de l'Alte Mainbrücke et au nord du Sebastian-Kneipp-Stegs. Il relie le quartier de Nikolausberg sur la rive gauche de la rivière à la vieille ville sur la droite et le quartier de Sanderau. Les autres ponts les plus proches pour la circulation automobile sont le Pont de la Paix dans le nord et le Pont Konrad-Adenauer dans le sud.

## Histoire

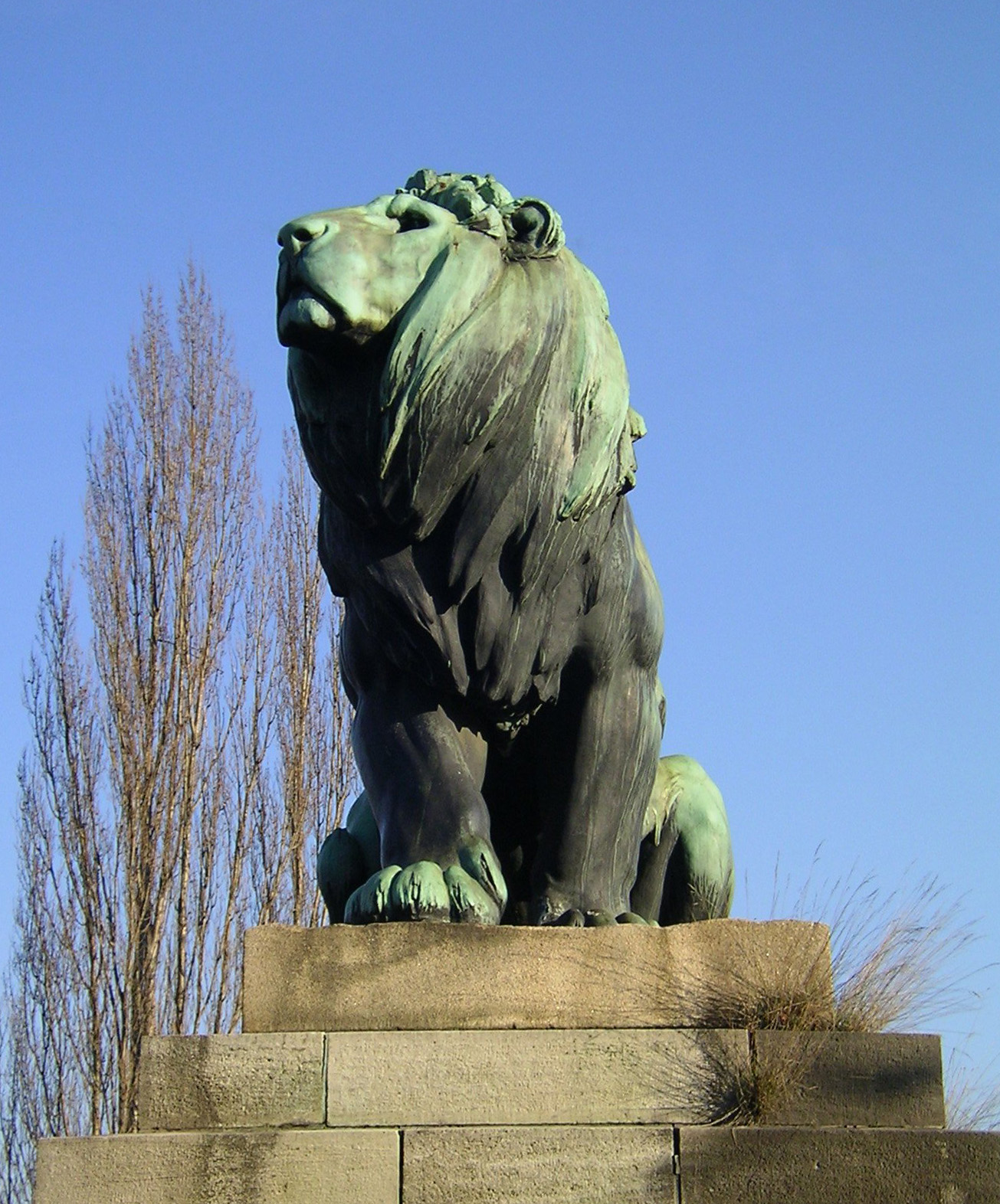
Un lion du pont

Les premiers plans datent de 1882 pour une construction à partir d'avril 1885. La construction financée par des obligations commence en 1891 et l'inauguration du pont terminé doit avoir lieu le 25 août 1895. En raison du mauvais temps ce jour-là, le pont est inauguré trois semaines plus tard. Il est baptisé en l'honneur de Louis III de Bavière. Les quatre statues en bronze des deux allées proviennent de la fonderie Ferdinand von Miller et pèsent chacune environ 1,4 tonne.

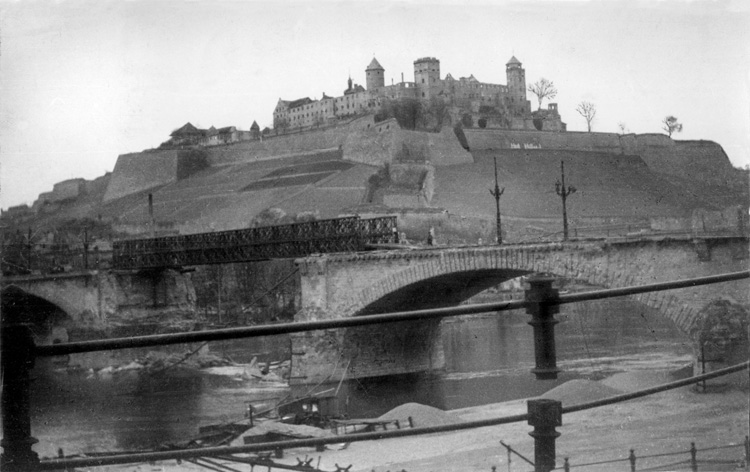
Le pont juste après la fin de la Seconde Guerre mondiale

Au cours de la Seconde Guerre mondiale, le Ludwigsbrücke est sérieusement endommagé lors d'une attaque à basse altitude dans la soirée du 4 février 1945. Le 2 avril 1945 à 11:30 heures, il est finalement détruit par les troupes allemandes pour empêcher la prise de la ville par les Américains. Néanmoins, le jour suivant, les soldats américains peuvent arriver sur la rive droite du Main et y établir une tête de pont. L'arche du pont central détruite est réparée avec une réparation de fortune pour permettre aux troupes américaines en progression de traverser la rivière.
Le barrage de fortune sur le pont est démantelé en 1947, après que l'espace de l'arche en ruine est fermé avec une structure en acier. À partir de 1949, le Ludwigsbrücke est restauré dans son état d'origine. Le trafic du tramway sur le pont reprend le 20 septembre 1949.

## Architecture
Le Ludwigsbrücke est un pont en arc de pierre d'une longueur totale de 205 mètres. Il se compose de cinq arches, chacune avec 36 m d'envergure, avec les trois arches du milieu au-dessus de l'eau. Les arcs sont soutenus par quatre piliers, les deux piliers internes sont dans le Main.
Contrairement au Pont de la paix, qui est quelques années plus vieux, le Ludwigsbrücke n'a pas été élargi au fil du temps, de sorte que le trafic de voitures et de tramways est toujours acheminé sur une route commune aujourd'hui.

## Source de la traduction
- (de) Cet article est partiellement ou en totalité issu de l’article de Wikipédia en allemand intitulé « Ludwigsbrücke (Würzburg) » (voir la liste des auteurs).